# سيث جراهام سميث
سيث جراهام سميث (بالإنجليزية: Seth Grahame-Smith) (و. 1976  م) هو منتج أفلام، وروائي، وكاتب سيناريو، ومنتج منفذ، ومنتج بضائع، ومنتج تلفزيوني أمريكي، ولد في روكفيل سينتر، نيويورك.

## التعليم
تعلم في كلية إمرسون.

## وصلات خارجية
- سيث جراهام سميث على موقع IMDb (الإنجليزية)
- سيث جراهام سميث على موقع ألو سيني (الفرنسية)
- سيث جراهام سميث على موقع ميوزك برينز (الإنجليزية)
- سيث جراهام سميث على موقع أول موفي (الإنجليزية)
- سيث جراهام سميث على موقع بوكس أوفيس موجو (الإنجليزية)
- سيث جراهام سميث على موقع قاعدة بيانات الأفلام السويدية (السويدية)
- سيث جراهام سميث على موقع قاعدة بيانات الفيلم (الإنجليزية)
- سيث جراهام سميث على موقع كينوبويسك (الروسية)